# Cindy Parlow Cone
Cynthia Marie Parlow Cone, nata Cynthia Parlow (Memphis, 8 maggio 1978), è un'ex calciatrice, allenatrice di calcio e dirigente sportiva statunitense. Presidente della Federazione calcistica degli Stati Uniti d'America (USSF), è stata centrocampista della Nazionale statunitense campione del Mondo 1999 e due volte medaglia d'oro olimpica ad Atlanta 1996 e Atene 2004.

## Biografia
Nata da Larry e Josephine Parlow, Cindy è cresciuta a Memphis, nel Tennessee, dove ha frequentato la Germantown High School. Dopo il diploma liceale, sceglie di frequentare l'Università della Carolina del Nord a Chapel Hill, dove giocò per la squadra di calcio femminile dei Tar Heels guidata da Anson Dorrance. In seguito affermò: "Non ero proprio la tipica adolescente; ero molto intensa e molto concentrata. Sicuramente non ero un'adulta quando avevo 17 anni, ma sentivo che venire all'UNC fosse una grande decisione per me sotto tutti gli aspetti perché mi sentivo come se fossi pienamente supportata e spinta a diventare non solo una calciatrice migliore, ma una persona migliore."

### University of North Carolina Tar Heels: 1995–1998
A Chapel Hill, Parlow è stata quattro volte All-American e ha aiutato la sua squadra a vincere tre volte il NCAA Women's Division I Soccer Championship e quattro volte la stagione regolare della Atlantic Coast Conference. È stata due volte vincitrice dell'Hermann Trophy nel 1997 e nel 1998 (la seconda due volte vincitrice dopo Mia Hamm). È stata nominata Atleta ACC dell'anno nel 1999.
Dopo la prima stagione da matricola, Parlow venne nominata Rookie of the Year della Atlantic Coast Conference. I suoi 19 gol e 13 assist (51 punti) portarono Soccer News e Soccer America a nominarla anche Nuova Giocatrice Nazionale dell'anno. L'anno successivo, fu finalista per il MAC Hermann Trophy dopo aver segnato 15 gol e fornito 11 assist. Segnò il gol della vittoria nella partita del campionato NCAA Division 1 contro il Connecticut. Lo stesso anno, fu nominata Miglior Giocatrice del torneo ACC. Soccer News la nominò Giocatrice Nazionale dell'Anno. Anche Soccer Times Magazine la nominò Giocatrice Nazionale dell'anno.
Durante la stagione da senior, Parlow segnò 21 gol, tra cui 7 gol-vittoria, e fece registrare 11 assist. Fu insignita dell'Hermann Trophy 1998 e del Missouri Athletic Club Foundation Award nel 1998 come Calciatrice Nazionale di College dell'anno. Soccer News Magazine la nominò Giocatrice dell'Anno e fu insignita del titolo di Giocatrice dell'anno dell'Atlantic Coast Conference e nominata nella prima squadra All-ACC per il quarto anno consecutivo.
Parlow concluse la sua carriera collegiale con 68 gol e 53 assist (189 punti). Durante il suo periodo nella Carolina del Nord, la squadra fece registrare il record di 102 vittorie, 3 sconfitte e un pareggio.

## Carriera sportiva

### Nazionale
Parlow cominciò ad allenarsi con la Stati Uniti nel marzo 1995. All'età di 17 anni, fece il suo debutto in Nazionale segnando due gol in un amichevole contro la Russia il 14 gennaio 1996. Parlow giocò tutte e sei le partite del vittorioso Mondiale 1999 e all'età di 18 anni divenne la più giovane giocatrice a vincere un Mondiale e una medaglia d'oro olimpica.

#### Giochi olimpici Atlanta 1996
Nel 1996, Parlow fu la più giovane giocatrice statunitense convocata per il torneo olimpico di calcio. Le Olimpiadi di Atlanta 1996 furono le prime ad aver un torneo di calcio femminile. Guidate dal ct Tony DiCicco (già allenatore dei portieri della stessa Nazionale nel 1991), le ragazze americane superarono il girone di eliminazione battendo la Svezia e la Danimarca e pareggiando con la Cina. Dopo aver sconfitto per 2 a 1 la Norvegia in semifinale, gli USA affrontarono nuovamente la Cina in finale. Ad Athens, in Georgia, di fronte a 76.481 spettatori, le ragazze americane sconfissero la Cina. La partita segnò il record per numero di spettatori in un evento sportivo femminile.

#### Coppa del Mondo FIFA 1999

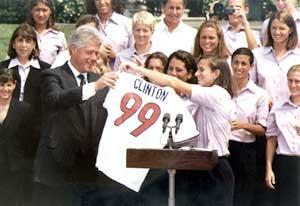
Il presidente USA Bill Clinton con le campionesse del Mondiale 1999 il 19 luglio 1999.

Parlow giocò tutte e sei le partite del Mondiale 1999 riuscendo a segnare due gol. Durante la semifinale del 4 luglio contro il Brasile, la Parlow segnò il primo gol della partita dopo soli cinque minuti con un gol di testa di fronte a 73.123 spettatori.
Nella finale contro la Cina, le due squadre si giocarono il titolo ai tiri di rigore dopo una partita di 120 minuti a reti inviolate. Le cinque rigoriste statunitensi realizzarono il loro rigore mentre le cinesi commissero un errore dal dischetto. La finale, vista da 90.000 spettatori e giocata al Rose Bowl di Pasadena, in California, superò il record della finale olimpica di Athens per numero di spettatori per un evento sportivo femminile. La gara fece segnare il record di ascolto televisivo negli Stati Uniti per una partita di calcio con 17.975.000 telespettatori, record che durò fino al 2014 quando fu superato dalla partita della Coppa del Mondo 2014 tra Stati Uniti e Portogallo (18.220.000 telespettatori). Una settimana dopo la vittoria finale, le campionesse mondiali furono ricevute alla Casa Bianca dal presidente americano Bill Clinton.

#### Giochi olimpici Sydney 2000
Nell'agosto 2000, Parlow fu convocata nella Nazionale americana dal ct April Heinrichs in occasione delle Olimpiadi australiane.
Il torneo olimpico si concluse con la vittoria della Norvegia, che sconfisse in finale proprio gli Stati Uniti con il risultato di 3 a 2.

#### Coppa del Mondo FIFA 2003
Nell'agosto 2003, Parlow fu convocata in Nazionale in vista del Mondiale che si disputò ancora negli Stati Uniti.
Nella partita contro la Svezia, segnò il secondo gol della partita con un colpo di testa mentre nella seconda partita contro la Nigeria si procurò un calcio di rigore che permise a Mia Hamm di sbloccare la partita. In seguito, Parlow segnò il terzo gol della partita che fu vinta dalle statunitensi per 5 a 0. Dopo aver sconfitto la Corea del Nord, gli Usa affrontarono ai quarti di finale le acerrime rivali della Norvegia. Parlow giocò la partita contro le scandinave fino al 72' finché non fu sostituita da Tiffeny Milbrett. Alla fine, le norvegesi capitolarono per 1 a 0. In semifinale, gli Usa furono nettamente sconfitti dalla Germania con il punteggio di 3 a 0. Nella finale per il terzo posto contro il Canada, Parlow subì un contrasto e fu costretta ad abbandonare il campo. La finale si concluse con la vittoria statunitense.

#### Giochi olimpici Atene 2004
Cindy Parlow disputò anche il torneo olimpico di Atene 2004, in cui, pur non riuscendo a segnare nessun gol, la sua squadra conquistò la medaglia d'oro.

#### Ritiro
Il 30 luglio 2006, Parlow annunciò il ritiro dal calcio giocato adducendo come causa una sindrome postcommozionale. Concluse la sua carriera in Nazionale con 158 presenze e 75 gol.

### Club

#### Atlanta Beat: 2001–2003
Cindy Parlow fu una delle venti giocatrici fondatrici della Women's United Soccer Association (WUSA), la prima lega professionistica di calcio femminile, e divenne capitano dell'Atlanta Beat. Guidò la sua squadra ai play-off in tutte e tre gli anni in cui la squadra fu operativa.
Nella stagione di WUSA 2001, si distinse sia per i suoi gol che per gli assist. Nella partita del 24 maggio 2001 contro il Philadelphia Charge, la Parlow segnò un gol dopo soli due minuti dall'inizio della partita mentre il 17 giugno, nella partita contro il San Diego Spirit siglò una doppietta, compreso il gol-vittoria del 3 a 2. Nella stessa partita, incassò la sua prima espulsione del campionato a causa di una lite con Julie Foudy, che venne solo ammonita. Parlow segnò un'altra doppietta il 22 luglio nel 2 a 0 contro il New York Power.
L'Atlanta concluse la stagione regolare con 10 vittorie, 4 sconfitte e 7 pareggi, riuscendo ad ottenere un posto in semifinale. Nella partita di semifinale contro il Philadelphia Charge, Parlow segnò il gol del pareggio al 79' e, nei tempi supplementari, segnò anche il golden goal. Nella finale del torneo, l'Atlanta fu sconfitta ai tiri di rigore contro il San Jose CyberRays al Foxboro Stadium, nel Massachusetts.
Nella stagione 2002, Parlow riuscì a segnare un gol nella partita contro le Boston Breakers, nonostante avesse subìto la rottura del naso dopo cinque minuti di gioco. Nella gara del 9 giugno contro il New York Power, la Parlow portò la sua squadra alla vittoria grazie a un gol e un assist per Charmaine Hooper. L'Atlanta Beat concluse la stagione regolare con 11 vittorie, una sconfitta e 7 pareggi che permisero alla squadra di arrivare quarta in classifica e accedere alle semifinali, dove venne sconfitta dal Carolina Courage per 2 a 1.
Nella stagione 2003, Parlow segnò una tripletta contro il Philadelphia Charge nella gara del 23 giugno. L'Atlanta Beat concluse la stagione regolare al secondo posto, a due punti di distanza dalla squadra di Boston. In semifinale, la squadra georgiana sconfisse il San Diego Spirit, ma nell'atto conclusivo fu piegata dal Washington Freedom di Mia Hamm e Abby Wambach; quest'ultima segnò i due gol della vittoria.

## Carriera da allenatrice

### North Carolina Tar Heels
Cindy Parlow divenne assistente allenatrice nel North Carolina Tar Heels dal 2007 al 2012. Ebbe un ruolo rilevante, soprattutto nel 2012 quando l'allenatore titolare, Anson Dorrance, stette fuori per un lungo periodo a causa della malattia della moglie.

### Portland Thorns FC
Nel dicembre 2012, Parlow fu ingaggiata come allenatrice delle Portland Thorns FC, guidandole nella stagione inaugurale della National Women's Soccer League. Dopo essere arrivate terze nella stagione regolare, le Portland Thorns vinsero il torneo battendo nella finale play-off del 31 agosto 2013 il Western New York Flash per 2 a 0. Il 5 dicembre 2013, Parlow rassegnò le dimissioni come allenatrice adducendo come motivazione la volontà di passare più tempo con il marito.

## Dirigente sportivo
Cindy Parlow Cone entrò a far parte dell'U.S. Soccer's Referee Committee, Medical Advisory Committee, Appeals Committee, the Athletes’ Council, and Youth Task Force. Il 16 febbraio 2019 fu eletta vicepresidente della Federazione calcistica statunitense, riempiendo il posto lasciato vacante da Carlos Cordeiro, diventato presidente l'anno prima. Parlow venne rieletta vicepresidente nel febbraio 2020 per un ulteriore mandato di quattro anni.
Nel marzo 2020, viene nominata Presidente della Federazione a causa delle dimissioni di Carlos Cordeiro avvenute con forti strascichi di polemiche per alcune dichiarazioni fatte da questi. La Parlow otterrà la rielezione nel febbraio 2021.

## Nella cultura popolare
Dopo la vittoria in Coppa del Mondo del 1999, Parlow e le sue compagne sono finite sulla copertina di Sports Illustrated, in cui sono state definite Sportive dell'anno. Inoltre, è comparsa in alcuni docu-film sulla nazionale americana e sulle Tar Heels.

## Vita privata
Nel 2007, ha sposato John Cone, ex calciatore e allenatore di calcio.

## Palmarès

### Calciatrice

#### Nazionale
- Campionato mondiale femminile di calcio: 1

USA 1999
- Oro olimpico: 2

Atlanta 1996, Atene 2004
- Argento olimpico: 1

Sydney 2000
- CONCACAF Women's Championship: 2

USA 2000, USA/Canada 2002
- Algarve Cup: 1

2000

### Allenatrice
- National Women's Soccer League: 1

2013